# Nearthria
Nearthria là một chi bướm đêm thuộc họ Geometridae.